# Turó d'Altrera
El Turó d'Altrera és una muntanya de 162 metres que es troba al municipi de Masarac, a la comarca catalana de l'Alt Empordà.
Al cim podem trobar-hi un vèrtex geodèsic (referència 308080001).